# Simulium krebsorum
Simulium krebsorum is een muggensoort uit de familie van de kriebelmuggen (Simuliidae). De wetenschappelijke naam van de soort is voor het eerst geldig gepubliceerd in 1992 door Moulton and Adler.